# Eremophila rigida
Eremophila rigida är en flenörtsväxtart som beskrevs av Chinnock. Eremophila rigida ingår i släktet Eremophila och familjen flenörtsväxter. Inga underarter finns listade i Catalogue of Life.